# أندريا ماندورليني (لاعب كرة قدم مواليد 1960)
اندريا ماندورليني (بالإيطالية: Andrea Mandorlini) (17 يوليو 1960 برافينا في إيطاليا - ) هو مدرب كرة قدم ولاعب كرة قدم إيطالي في مركز الدفاع. شارك مع منتخب إيطاليا تحت 21 سنة لكرة القدم. أما مع النوادي، فقد لعب مع أتالانتا وإنتر ميلان ونادي أسكولي ونادي أودينيزي ونادي تورينو ونادي رافينا.

## روابط خارجية
- اندريا ماندورليني على موقع قاعدة بيانات كرة القدم.إي يو (الإنجليزية)
- اندريا ماندورليني على موقع عالم كرة القدم.نت (الإنجليزية)